# Football League of Europe
Football League of Europe (FLE) je bila poluprofesionalna liga američkog nogometa koja se igrala tijekom 1994. i 1995. godine, te je okupljala neke od najznajčajnijih europskih klubova. U svojoj drugoj i ujedno posljednjoj sezoni - 1995. se nazivala American Football League of Europe (AFLE). Prvaci lige (finale se nazivalo Euro Super Bowl) su dobili trofej naziva Jim Thorpe Trophy.

## Sudionici
- Helsinki Roosters
- Bergamo Lions
- Amsterdam Crusaders
- Berlin Bears
- Frankfurt Gamblers
- Frankfurt Knights
- Hamburg Blue Devils
- München Thunder
- Stockholm Nordic Vikings
- Great Britain Spartans

## Euro Super Bowl
| sezona | mjesto    | pobjednik                | rezultat | poraženi            |
| ------ | --------- | ------------------------ | -------- | ------------------- |
| 1994.  | Hamburg   | Stockholm Nordic Vikings | 43:35    | Hamburg Blue Devils |
| 1995.  | Stockholm | Stockholm Nordic Vikings | 14:0     | Bergamo Lions       |

## Regularna sezona
Pobjednici regularnog dijela sezone
| sezona | divizija | prvak                      |
| ------ | -------- | -------------------------- |
| 1994.  | Central  | München Thunder            |
| 1994.  | North    | Stockholm Nordic Vikings * |
| 1995.  |          | Bergamo Lions *            |

* najbolji omjer u regularnom dijelu

## Poveznice
- Eurobowl
- NFL Europa